# Mikel Arteta
Mikel Arteta Amatriain (San Sebastián, Guipúzcoa, 26 de marzo de 1982) es un exfutbolista y entrenador español. Actualmente dirige al Arsenal F. C. de la Premier League de Inglaterra. 
Como jugador, ocupaba la posición de centrocampista y se formó en la cantera del Antiguoko donostiarra, fichando por el Barcelona en 1997 con 15 años, sin llegar a debutar en su primer equipo. Hizo su debut profesional como cedido en el PSG (2001/02), siendo traspasado en 2002 al Rangers escocés. En 2004, fichó por la Real Sociedad de su ciudad natal, pero tras no contar con minutos, se marchó en enero de 2005 al Everton inglés, primero como cedido y posteriormente traspasado, convirtiéndose en su jugador referente. En 2011 firma por el Arsenal de Wenger, como reemplazo del capitán Cesc Fàbregas. Durante sus cinco temporadas en el club londinense del que también fue capitán, levantó cuatro títulos hasta su retirada en 2016.
Como entrenador, dirige al Arsenal desde el 20 de diciembre de 2019, equipo de su retirada como futbolista y de su debut en los banquillos. Logró su primer título en su primera campaña, al ganar la FA Cup de 2020. En Premier League ha alcanzado tres subcampeonatos consecutivos en 2023 , 2024.y 2025 .

## Trayectoria

### Inicios
Comenzó jugando al fútbol en San Sebastián, en uno de los equipos de referencia del fútbol base como es el Antiguoko. Creció junto a Xabi Alonso, exjugador de la Real Sociedad entre otros, con quien jugó durante 9 años. Aún existiendo, en aquel momento, un convenio entre el Antiguoko y el Athletic de Bilbao, Mikel Arteta pasó a jugar en las categorías inferiores del Barcelona mientras Xabi llegó a la Real Sociedad.
Fue fichado por el Barcelona siendo muy joven todavía (16 años), debutando con el Barcelona B en la temporada 1999-00. Llegó al París Saint-Germain como cedido la temporada 2000-01, permaneciendo dos temporadas en el equipo francés, siendo la segunda de ellas una pieza importante del equipo (25 partidos de Liga y 6 de Copa de la UEFA), por aquel entonces entrenado por Luis Fernández. En su etapa en el París Saint-Germain anotó dos goles.

### Rangers
En el año 2002 fue fichado por el Rangers de Glasgow y rápidamente se convirtió en un jugador importante. En su primera campaña consiguió el triplete escocés, (Liga, Copa y Copa de la Liga). En las dos temporadas que estuvo en Escocia, jugó 68 partidos y anotó 14 goles para el Rangers.

### Real Sociedad
En 2004, su buen rendimiento en Escocia y la marcha de Xabi Alonso al Liverpool, llevaron a Mikel Arteta a firmar por el equipo de su ciudad, la Real Sociedad. Sin embargo, su estancia no fue satisfactoria para ninguna de las partes, jugando sólo 17 partidos (anotando 1 gol en la Liga), y siendo cedido en enero de 2005 al Everton de la Premier League inglesa, con una opción de compra.

### Everton

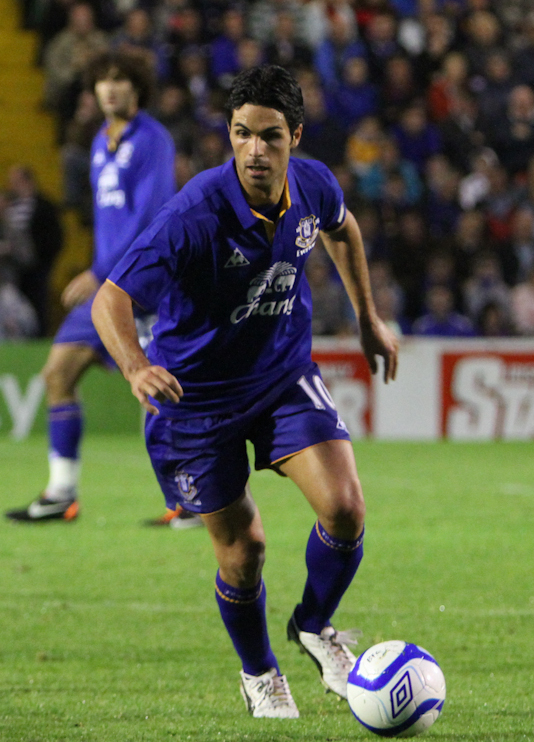
Arteta, con el Everton.

Nada más llegar a Everton, se convirtió en el reemplazo ideal del volante danés Thomas Gravesen y se convirtió en una pieza importante en la clasificación del Everton para la Liga de Campeones de la UEFA, jugando en esa media temporada 13 partidos y marcando 1 gol. Anotó su primer tanto en la victoria por 4–0 sobre el Crystal Palace. 
Su segundo año, ya como jugador en propiedad del Everton, realizó una buena campaña, jugando 29 partidos de Liga (con 1 gol), y 3 partidos en competiciones europeas (Liga de Campeones y Copa de la UEFA), anotando un gol frente al Villarreal. Además fue elegido "jugador de la temporada" por la afición del Everton y "jugador de los jugadores" por sus propios compañeros.
Al finalizar la temporada 2006-07, fue elegido por segunda vez consecutiva "jugador de la temporada" del Everton y además fue votado "centrocampista del año" por los lectores de skysports.com. Igualmente fue nombrado "Personalidad deportiva del año 2007 de Liverpool" quedando por delante en la votación de deportistas como el boxeador Derry Mathews, el capitán del Liverpool, Steven Gerrard o el golfista Nick Dougherty.
Arteta sufrió una lesión en la segunda mitad de la temporada 2007-08 y fue operado. Su primera anotación en la campaña de 2008-09 se produjo de tiro libre ante el Blackburn Rovers. Se le asignó el dorsal 10 en lugar del 6 que lució las últimas temporadas en el Everton y fue en algunas ocasiones el capitán del equipo. En febrero, Arteta fue retirado en camilla del encuentro empatado sin goles ante Newcastle después de lesionarse, pocos días después de ser convocado por primera vez por la selección española. Esta lesión lo alejó para el resto de la temporada 2008-09 y los cinco primeros meses de la temporada 2009-10.
Curiosamente, coincidió en la misma ciudad (Liverpool) con Xabi Alonso (aunque Arteta en el Everton y Alonso en el Liverpool), su amigo desde la infancia.

### Arsenal

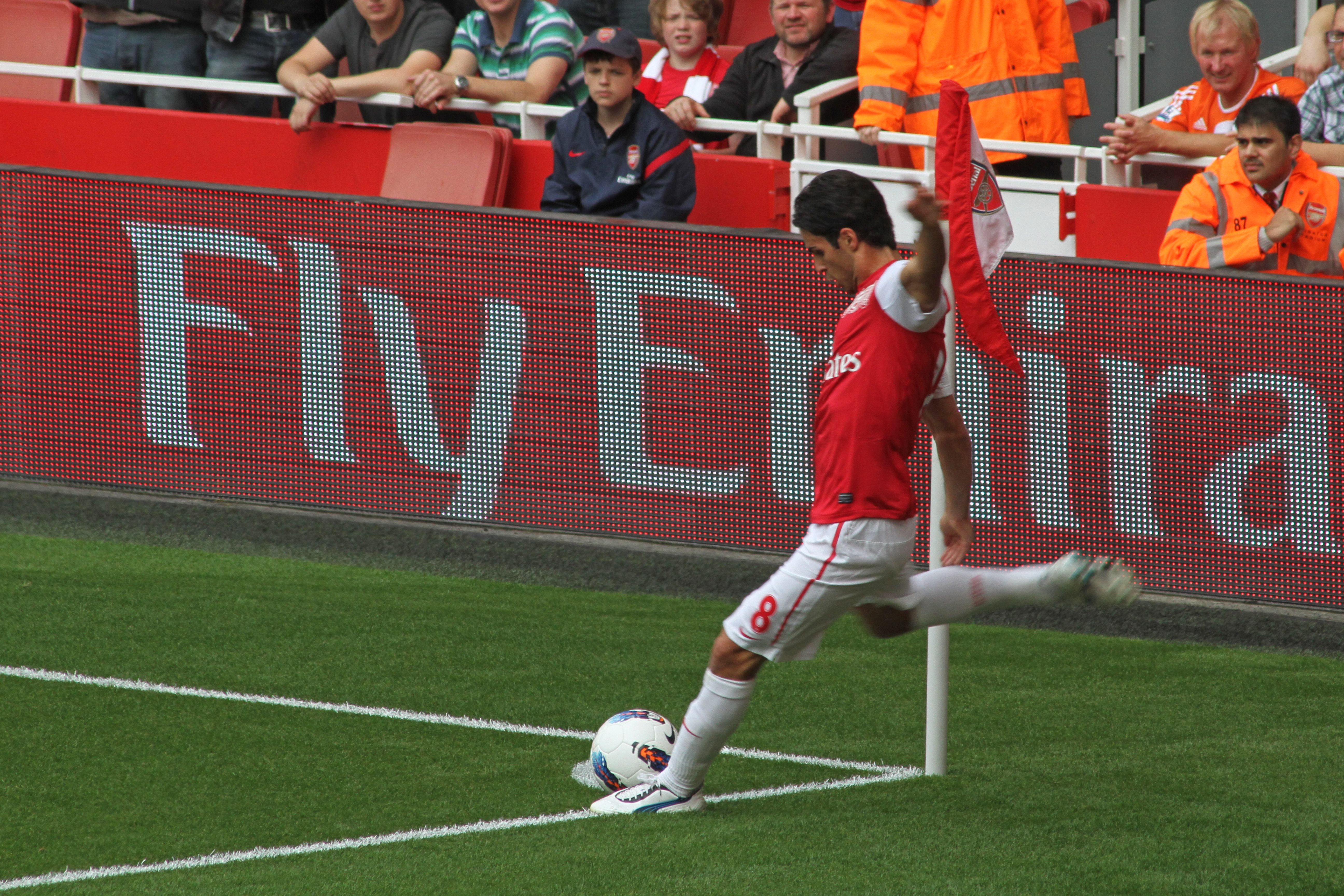
Arteta ejecutando un córner con el Arsenal.

El 31 de agosto de 2011, último día de traspasos, se confirmó su marcha al Arsenal de Londres por una suma aproximada de 10 millones de libras esterlinas tras 6 excelentes temporadas en el Everton. Se le asignó el dorsal 8 y debutó el 10 de septiembre en la victoria de local por 1–0 ante el Swansea City. Marcó su primer gol en la derrota por 4–3 ante el Blackburn Rovers en Ewood Park. Rápidamente, se estableció como titular en el equipo.
El 3 de marzo de 2012, Mikel Arteta fue trasladado a un hospital tras ser retirado en camilla y con una máscara de oxígeno del encuentro que Arsenal disputó en Anfield frente al Liverpool. Esto sucedió después de un choque fortuito con el rival Jordan Henderson y se pensó que podría sufrir una rotura de mandíbula y conmoción cerebral. Arsenal terminó ganando 2-1 en los descuentos. Pese a que la acción obligó a Arteta a ser sustituido por Abou Diaby, no fue de gravedad importante. Volvió 9 días después en la victoria por 2-1 sobre el Newcastle United. El 8 de abril, Arteta le dio el triunfo al Arsenal por la mínima diferencia frente al Manchester City, anotando desde fuera del área mediante un gran disparo cuando faltaban 4 minutos para terminar el encuentro. El 16 de abril, cerca del cierre de la temporada, Arteta se lesionó a los 8 minutos en la derrota por 2-1 frente al Wigan Athletic en casa. Según el entrenador Arsène Wenger, se trataba de una seria lesión.
Poco antes del inicio de la Premier League 2012-13, fue confirmado como vicecapitán del Arsenal. El 27 de octubre de 2012, le marcó al Queens Park Rangers su primer gol de la temporada, después de aprovechar una serie de rebotes y el 8 de diciembre anotó dos goles de penal frente al West Bromwich Albion.
En la temporada 2013-14 continuó siendo un pilar en el mediocampo del Arsenal, disputando casi todos los partidos como capitán, en ausencia de Vermaelen que había perdido su puesto de titular. El equipo se proclamó campeón de la FA Cup, tras nueve años seguidos sin conseguir título alguno.
En la temporada 2014-15, con la salida de Vermaelen, Mikel Arteta fue nombrado como capitán del equipo. Fue titular en la Community Shield, logrando el primer título de la temporada tras vencer al Manchester City por 3-0.

## Selección nacional
Ha sido internacional en categorías inferiores con la selección de fútbol de España (sub-16, sub-17, sub-18 y sub-21). Representó a España en el Campeonato Europeo Sub-16 de la UEFA 1999, en la Meridian Cup, en la Copa Mundial de Fútbol Sub-17 y fue capitán del combinado español en las eliminatorias a la Eurocopa sub-21.
A pesar de tratarse de un jugador de gran calidad y clase, nunca debutó con la selección nacional en categoría absoluta. En agosto de 2010, varios medios británicos reportaron erróneamente que Arteta podía jugar por la selección inglesa. Sin embargo, no procedería una supuesta convocatoria debido a que la FIFA estipula que el jugador, mientras representaba a las selecciones juveniles de España en campeonatos oficiales, no tenía pasaporte británico, condición sine qua non para poder vestir la camiseta de los Three lions.
En noviembre de 2011, Arteta reiteró su deseo de representar a su país natal a nivel internacional.

Voy a seguir luchando, tenlo por seguro, es uno de mis objetivos y no me detendré porque realmente quiero representar a mi país.
Mikel Arteta

## Patrocinios y colaboraciones
En agosto de 2025, Under Armour incorporó a Arteta como embajador global y director de rendimiento, en un acto de presentación en Londres. En su rol, el técnico colaborará con la marca en áreas como el desarrollo de producto, la identificación y mentoría de talento y el programa UA Next orientado a jóvenes futbolistas; además, aparece en la campaña de fútbol «Be The Problem».

## Clubes y estadísticas

### Como jugador
Estadísticas actualizadas al final de su carrera deportiva.
| Club                              | Div.          | Temporada     | Liga  | Liga  | Copas nacionales | Copas nacionales | Torneos internacionales | Torneos internacionales | Total | Total |
| Club                              | Div.          | Temporada     | Part. | Goles | Part.            | Goles            | Part.                   | Goles                   | Part. | Goles |
| --------------------------------- | ------------- | ------------- | ----- | ----- | ---------------- | ---------------- | ----------------------- | ----------------------- | ----- | ----- |
| F. C. Barcelona "B" · España      | 2.ª B         | 1999-00       | 26    | 1     | ―                | ―                | ―                       | ―                       | 26    | 1     |
| F. C. Barcelona "B" · España      | 2.ª B         | 2000-01       | 16    | 2     | ―                | ―                | ―                       | ―                       | 16    | 2     |
| F. C. Barcelona "B" · España      | Total club    | Total club    | 42    | 3     | 0                | 0                | 0                       | 0                       | 42    | 3     |
| París Saint-Germain F. C. Francia | 1.ª           | 2000-01       | 6     | 1     | 1                | 0                | 4                       | 0                       | 11    | 1     |
| París Saint-Germain F. C. Francia | 1.ª           | 2001-02       | 25    | 1     | 7                | 2                | 10                      | 1                       | 42    | 4     |
| París Saint-Germain F. C. Francia | Total club    | Total club    | 31    | 2     | 8                | 2                | 14                      | 1                       | 53    | 5     |
| Rangers F. C. Escocia             | 1.ª           | 2002-03       | 27    | 4     | 7                | 1                | 1                       | 0                       | 35    | 5     |
| Rangers F. C. Escocia             | 1.ª           | 2003-04       | 23    | 8     | 4                | 0                | 6                       | 1                       | 33    | 9     |
| Rangers F. C. Escocia             | Total club    | Total club    | 50    | 12    | 11               | 1                | 7                       | 1                       | 68    | 14    |
| Real Sociedad · España            | 1.ª           | 2004-05       | 15    | 1     | 2                | 0                | ―                       | ―                       | 17    | 1     |
| Real Sociedad · España            | Total club    | Total club    | 15    | 1     | 2                | 0                | 0                       | 0                       | 17    | 1     |
| Everton F. C. Inglaterra          | 1.ª           | 2004-05       | 12    | 1     | 1                | 0                | ―                       | ―                       | 13    | 1     |
| Everton F. C. Inglaterra          | 1.ª           | 2005-06       | 29    | 1     | 5                | 1                | 3                       | 1                       | 37    | 3     |
| Everton F. C. Inglaterra          | 1.ª           | 2006-07       | 35    | 9     | 4                | 0                | ―                       | ―                       | 39    | 9     |
| Everton F. C. Inglaterra          | 1.ª           | 2007-08       | 28    | 1     | 2                | 0                | 7                       | 3                       | 37    | 4     |
| Everton F. C. Inglaterra          | 1.ª           | 2008-09       | 26    | 5     | 3                | 1                | 2                       | 0                       | 31    | 6     |
| Everton F. C. Inglaterra          | 1.ª           | 2009-10       | 13    | 6     | 1                | 0                | 2                       | 0                       | 16    | 6     |
| Everton F. C. Inglaterra          | 1.ª           | 2010-11       | 29    | 3     | 4                | 0                | ―                       | ―                       | 33    | 3     |
| Everton F. C. Inglaterra          | 1.ª           | 2011-12       | 2     | 1     | 1                | 1                | ―                       | ―                       | 3     | 2     |
| Everton F. C. Inglaterra          | Total club    | Total club    | 174   | 27    | 21               | 3                | 14                      | 4                       | 209   | 34    |
| Arsenal F. C. Inglaterra          | 1.ª           | 2011-12       | 29    | 6     | 3                | 0                | 6                       | 0                       | 38    | 6     |
| Arsenal F. C. Inglaterra          | 1.ª           | 2012-13       | 34    | 6     | 2                | 0                | 7                       | 0                       | 43    | 6     |
| Arsenal F. C. Inglaterra          | 1.ª           | 2013-14       | 31    | 2     | 6                | 1                | 6                       | 0                       | 43    | 3     |
| Arsenal F. C. Inglaterra          | 1.ª           | 2014-15       | 7     | 0     | 1                | 0                | 4                       | 1                       | 12    | 1     |
| Arsenal F. C. Inglaterra          | 1.ª           | 2015-16       | 9     | 1     | 4                | 0                | 1                       | 0                       | 14    | 1     |
| Arsenal F. C. Inglaterra          | Total club    | Total club    | 110   | 14    | 16               | 1                | 24                      | 1                       | 150   | 16    |
| Total carrera                     | Total carrera | Total carrera | 422   | 59    | 58               | 7                | 59                      | 7                       | 539   | 73    |
| 1. 2. 3.                          |               |               |       |       |                  |                  |                         |                         |       |       |

### Como entrenador
| Equipo             | Div.  | Temporada | Liga | Liga | Liga | Liga | Liga |    | Copa | Copa | Copa | Copa |    | Internacional | Internacional | Internacional | Internacional | Internacional |   | Otros | Otros | Otros | Otros |    | Totales     | Totales | Totales | Totales | Totales | Totales | Totales | Totales |
| Equipo             | Div.  | Temporada | PD   | G    | E    | P    | Pos. | PD | G    | E    | P    | PD   | G  | E             | P             | Pos.          | PD            | G             | E | P     | PD    | G     | E     | P  | Rendimiento | GF      | GC      | Dif.    |         |         |         |         |
| ------------------ | ----- | --------- | ---- | ---- | ---- | ---- | ---- | -- | ---- | ---- | ---- | ---- | -- | ------------- | ------------- | ------------- | ------------- | ------------- | - | ----- | ----- | ----- | ----- | -- | ----------- | ------- | ------- | ------- | ------- | ------- | ------- | ------- |
| Arsenal Inglaterra | 1.ª   | 2019-20   | 20   | 9    | 6    | 5    | 8.º  | 6  | 6    | 0    | 0    | 2    | 1  | 0             | 1             | 1/16          | -             | -             | - | -     | 28    | 16    | 6     | 6  | 64.28%      | 45      | 26      | +19     |         |         |         |         |
| Arsenal Inglaterra | 1.ª   | 2020-21   | 38   | 18   | 7    | 13   | 8.º  | 5  | 2    | 1    | 2    | 14   | 9  | 3             | 2             | 1/2           | 1             | 0             | 1 | 0     | 58    | 29    | 12    | 17 | 56.9%       | 94      | 58      | +36     |         |         |         |         |
| Arsenal Inglaterra | 1.ª   | 2021-22   | 38   | 22   | 3    | 13   | 5.°  | 7  | 4    | 1    | 2    | -    | -  | -             | -             | -             | -             | -             | - | -     | 45    | 26    | 4     | 15 | 60.74%      | 77      | 52      | +25     |         |         |         |         |
| Arsenal Inglaterra | 1.ª   | 2022-23   | 38   | 26   | 6    | 6    | 2.º  | 3  | 1    | 0    | 2    | 8    | 5  | 2             | 1             | 1/8           | -             | -             | - | -     | 49    | 32    | 8     | 9  | 70.75%      | 103     | 53      | +50     |         |         |         |         |
| Arsenal Inglaterra | 1.ª   | 2023-24   | 38   | 28   | 5    | 5    | 2.º  | 3  | 1    | 0    | 2    | 10   | 5  | 2             | 3             | 1/4           | 1             | 0             | 1 | 0     | 52    | 34    | 8     | 10 | 70.51%      | 113     | 43      | +70     |         |         |         |         |
| Arsenal Inglaterra | 1.ª   | 2024-25   | 38   | 20   | 14   | 4    | 2.º  | 6  | 3    | 1    | 2    | 14   | 9  | 2             | 3             | 1/2           | -             | -             | - | -     | 58    | 32    | 17    | 9  | 64.94%      | 112     | 52      | +60     |         |         |         |         |
| Arsenal Inglaterra | 1.ª   | 2025-26   | 1    | 1    | 0    | 0    | -    | 0  | 0    | 0    | 0    | 0    | 0  | 0             | 0             | -             | -             | -             | - | -     | 1     | 1     | 0     | 0  | 100%        | 1       | 0       | +1      |         |         |         |         |
| Arsenal Inglaterra | Total | Total     | 211  | 124  | 41   | 46   | -    | 30 | 17   | 3    | 10   | 48   | 29 | 9             | 10            | -             | 2             | 0             | 2 | 0     | 291   | 170   | 55    | 66 | 64.72%      | 545     | 284     | +261    |         |         |         |         |
| 1. 2. 3.           |       |           |      |      |      |      |      |    |      |      |      |      |    |               |               |               |               |               |   |       |       |       |       |    |             |         |         |         |         |         |         |         |

#### Resumen por competiciones
| Competición                  | Partidos | Ganados | Empatados | Perdidos | %      | Resultado   |
| ---------------------------- | -------- | ------- | --------- | -------- | ------ | ----------- |
| Premier League               | 211      | 124     | 41        | 46       | 65.25% | Subcampeón  |
| FA Cup                       | 13       | 8       | 1         | 4        | 64.1%  | Campeón     |
| EFL Cup                      | 17       | 9       | 2         | 6        | 56.86% | Semifinales |
| Community Shield             | 2        | 0       | 2         | 0        | 33.33% | Campeón     |
| Liga de Campeones de la UEFA | 24       | 14      | 4         | 6        | 63.89% | Semifinales |
| Liga Europa de la UEFA       | 24       | 15      | 5         | 4        | 69.44% | Semifinales |
| TOTAL                        | 291      | 170     | 55        | 66       | 64.72% | 3 Títulos   |

## Palmarés

### Como jugador

#### Títulos nacionales
| Título               | Club          | País       | Año  |
| -------------------- | ------------- | ---------- | ---- |
| Scottish Premiership | Rangers F. C. | Escocia    | 2003 |
| Copa de Escocia      | Rangers F. C. | Escocia    | 2003 |
| Scottish League Cup  | Rangers F. C. | Escocia    | 2003 |
| FA Cup               | Arsenal F. C. | Inglaterra | 2014 |
| Community Shield     | Arsenal F. C. | Inglaterra | 2014 |
| FA Cup               | Arsenal F. C. | Inglaterra | 2015 |
| Community Shield     | Arsenal F. C. | Inglaterra | 2015 |

#### Títulos internacionales
| Título                    | Club/Selección            | Sede            | Año  |
| ------------------------- | ------------------------- | --------------- | ---- |
| Europeo Sub-16            | España (sub-16)           | República Checa | 1999 |
| Meridian Cup              | España (sub-17)           | Sudáfrica       | 1999 |
| Copa Intertoto de la UEFA | París Saint-Germain F. C. | Francia         | 2001 |

#### Distinciones individuales
| Distinción                                | Año  |
| ----------------------------------------- | ---- |
| Jugador del Everton F. C. de la temporada | 2006 |
| Jugador del Everton F. C. de la temporada | 2007 |

### Como entrenador

#### Títulos nacionales
| Título           | Club          | País       | Año     |
| ---------------- | ------------- | ---------- | ------- |
| FA Cup           | Arsenal F. C. | Inglaterra | 2019-20 |
| Community Shield | Arsenal F. C. | Inglaterra | 2020    |
| Community Shield | Arsenal F. C. | Inglaterra | 2023    |